# 佩讷河畔施托尔珀
佩讷河畔施托尔珀（德語：Stolpe an der Peene）是德国梅克伦堡-前波美拉尼亚州的一个市镇，隶属于前波美拉尼亚-格赖夫斯瓦尔德县。总面积为17.67平方千米，截至2020年总人口为281人。